# Ковчан Олександр Анатолійович
Олександр Анатолійович Ковчан (нар. 21 жовтня 1983, Чернігів) — український шахіст, гросмейстер (2002).
Його рейтинг станом на лютий 2025 року — 2456 (979-те місце у світі, 43-тє в Україні).

## Досягнення
- У складі збірної України переможець чемпіонату Європи серед юнаків (2000, 2005), срібний (1998) та бронзовий (1997) призер всесвітніх дитячих олімпіад;
- Бронзовий призер чемпіонату Європи серед юнаків до 16 років (1998);
- Триразовий чемпіон України серед юнаків (1997, 1999, 2001) та чотириразовий бронзовий призер чемпіонату України серед юнаків (1994, 1995, 1998, 2002);
- У складі ШК «ЮрАкадемія» — чотириразовий чемпіон України серед клубних команд (2004, 2005, 2011, 2012);

### Переможець турнірів
- 1999 — Алушта[2].;
- 2008 — Київ («Кубок незалежності»);
- 2009 — Алушта;
- 2011 — Гронінген;

## Результати виступів у чемпіонатах України
Олександр Ковчан зіграв у 15-ти фінальних турнірах чемпіонатів України, набравши при цьому 72 очка зі 140 можливих (+39-35=66).

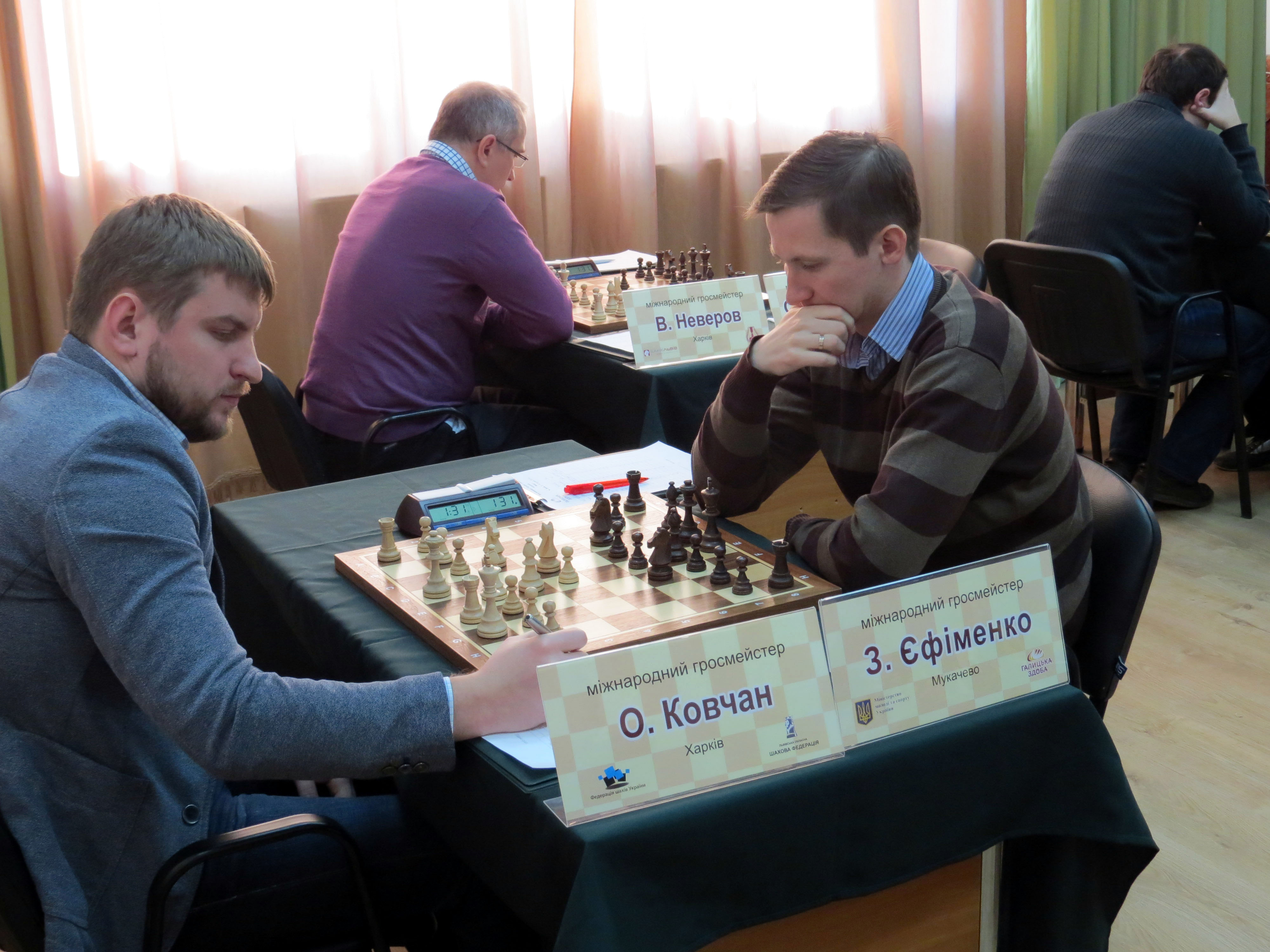
Ковчан — Єфименко, 2 тур 84-го чемпіонату України

| Рік  | Місто       | Турнір                 | + | − | = | Результат | Місце  |
| ---- | ----------- | ---------------------- | - | - | - | --------- | ------ |
| 1996 | Ялта        | 65-й чемпіонат України | 6 | 4 | 1 | 6½ з 11   | 19-31  |
| 1998 | Алушта      | 67-й чемпіонат України |   |   |   | 6 з 9     | 13     |
| 2003 | Сімферополь | 72-й чемпіонат України | 5 | 1 | 3 | 6½ з 9    | 6      |
| 2004 | Харків      | 73-й чемпіонат України | 0 | 1 | 1 | ½ з 2     | 1/16   |
| 2007 | Харків      | 76-й чемпіонат України | 2 | 0 | 7 | 5½ з 9    | 6      |
| 2008 | Полтава     | 77-й чемпіонат України | 2 | 1 | 6 | 5 з 9     | 9      |
| 2011 | Київ        | 80-й чемпіонат України | 0 | 6 | 5 | 2½ з 11   | 12     |
| 2014 | Львів       | 83-й чемпіонат України | 1 | 5 | 5 | 3½ з 11   | 12     |
| 2015 | Львів       | 84-й чемпіонат України | 3 | 2 | 6 | 6 з 11    | 6      |
| 2016 | Рівне       | 85-й чемпіонат України | 2 | 4 | 5 | 4½ з 11   | 9      |
| 2017 | Житомир     | 86-й чемпіонат України | 4 | 1 | 6 | 7 з 11    | Bronze |
| 2018 | Київ        | 87-й чемпіонат України | 1 | 2 | 6 | 4 з 9     | 9      |
| 2019 | Луцьк       | 88-й чемпіонат України | 0 | 2 | 7 | 3½ з 9    | 9      |
| 2020 | Омельник    | 89-й чемпіонат України | 4 | 1 | 4 | 6 з 9     | 6      |